# Гундоровська
Гундоровська, Гундоровський, Гундоровка — колишня станиця Війська Донського, колишнє селище міського типу (з 1966 року), місцевість у місті Донецьк Ростовській області.

## Історія
Станицю утворено 1681 року козаком Кагальницького містечка Михайлом Івановим з гуртом козаків отримав грамоту «на заняття Гундоровського юрта».
Станиця пересувалася через повені, засипання кучугурами піску та зміну русла Сіверського Дінця. Через повені дерев'яний храм Архангела Михаїла затоплявся водами Сіверського Дінця.
З 1851 року Гундоровська розташована на сучасному місці на правому березі Сіверського Дінця. Тоді тут було 942 садиб й 6058 осіб (2896 чоловік й 3162 жінок).
12 листопада 1852 року імператор Микола I затвердив проект кам'яного п'ятиглавого у візантійському стилі храму на новому місці. 4 червня 1853 року було освячено місце й розпочалося будівництво. У 1861 році храм було побудовано й освячено. Будівництво храму обійшлося в 38 500 рублей, створення іконостасу було оцінено в 10 тисяч рублів. В 1911 році в храмі проводився капітальний ремонт, були прибудовані з північної та південної сторін тамбури, встановлено парове опалення. Храм вцілів у радянські роки й діє дотепер.
За Російської громаданської війни гундоровці відрізнилися завзятим спротивом Красній армії. Гундоровський Георгіївський полк, що було створено на основі 10-го полку майже повністю загинув в українських степах від переважаючих сил більшовиків.
У роки радянської влади Успенський храм більшовики перевлаштували під зерносховище. Німці дозволили богослужіння, тому комуністи у 1943 році храм не зачинили.
1966 року Гундоровська станиця набула статусу селища міського типу.
У 2004 році смт Гундоровський було включено до складу міста Донецьк Ростовської області.
З 1987 по 2007 рік в Успенському храмі встановлювалися дзвони, замінені купола, проведено ремонт фасаду, встановлено газове опалення. Храм Успіння Пресвятої Богородиці належить Донецькому благочинню, Шахтинської єпархії, Московського Патріархату РПЦ.

## Інфраструктура
У селищі на мальовничому березі Сіверського Дінця розташовані бази туризму й відпочинку.

## Пам'ятки
- Пам'ятник воїнам, що визволяли у лютому 1943 року Гундоровську станицю.
- Пам'ятник воїнам, що загиблим за німецько-радянської війни.
- Пам'ятник героям Гундоровської станиці.
- Пам'ятник заслуженому артисту імператорських театрів, Солісту Великого театру, оперному співаку, уродженцю Гундоровської станиці Степану Григоровичу Власову (1854—1919 роки).

Храм Успіння Пресвятої Богородиці
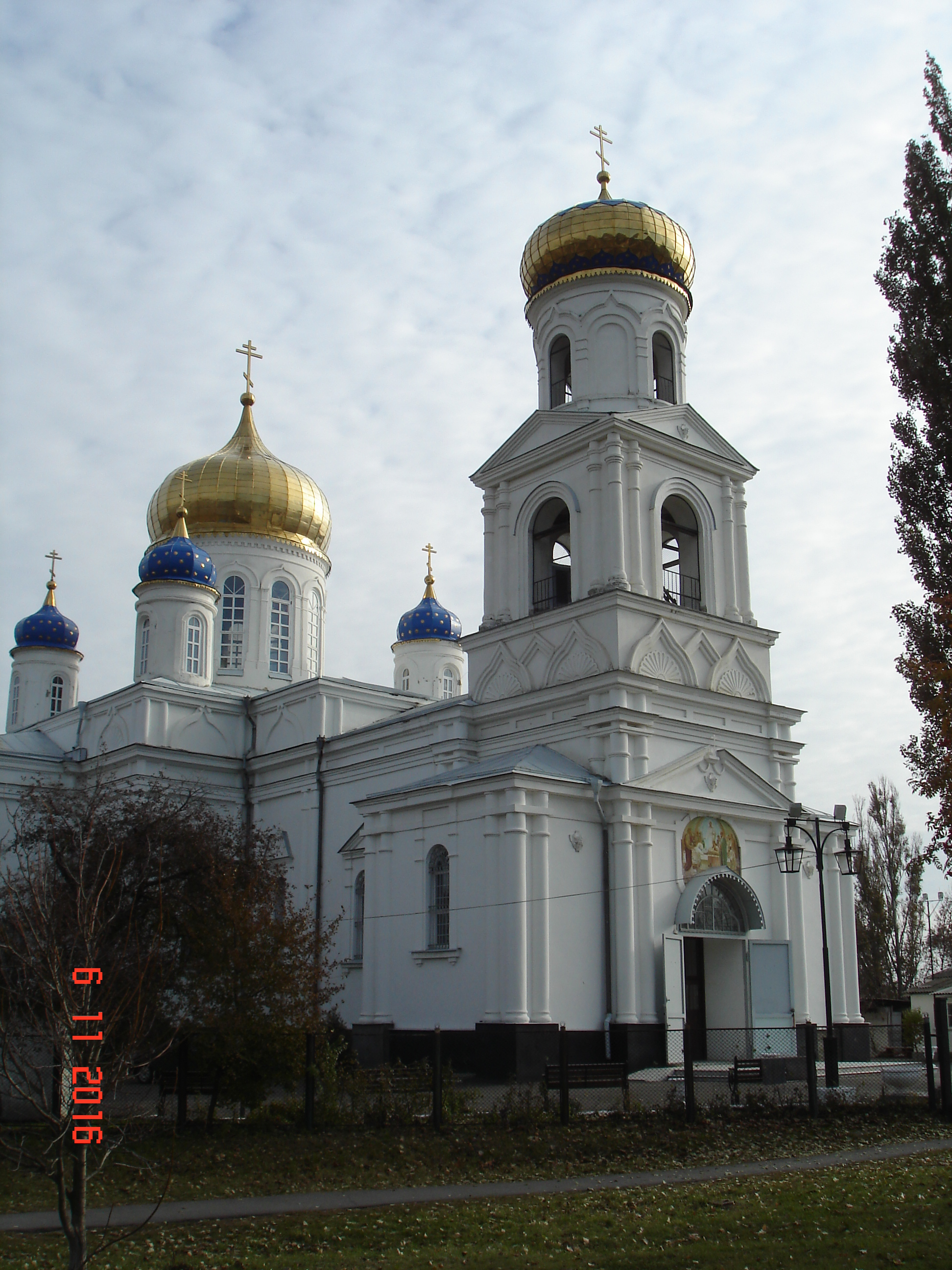
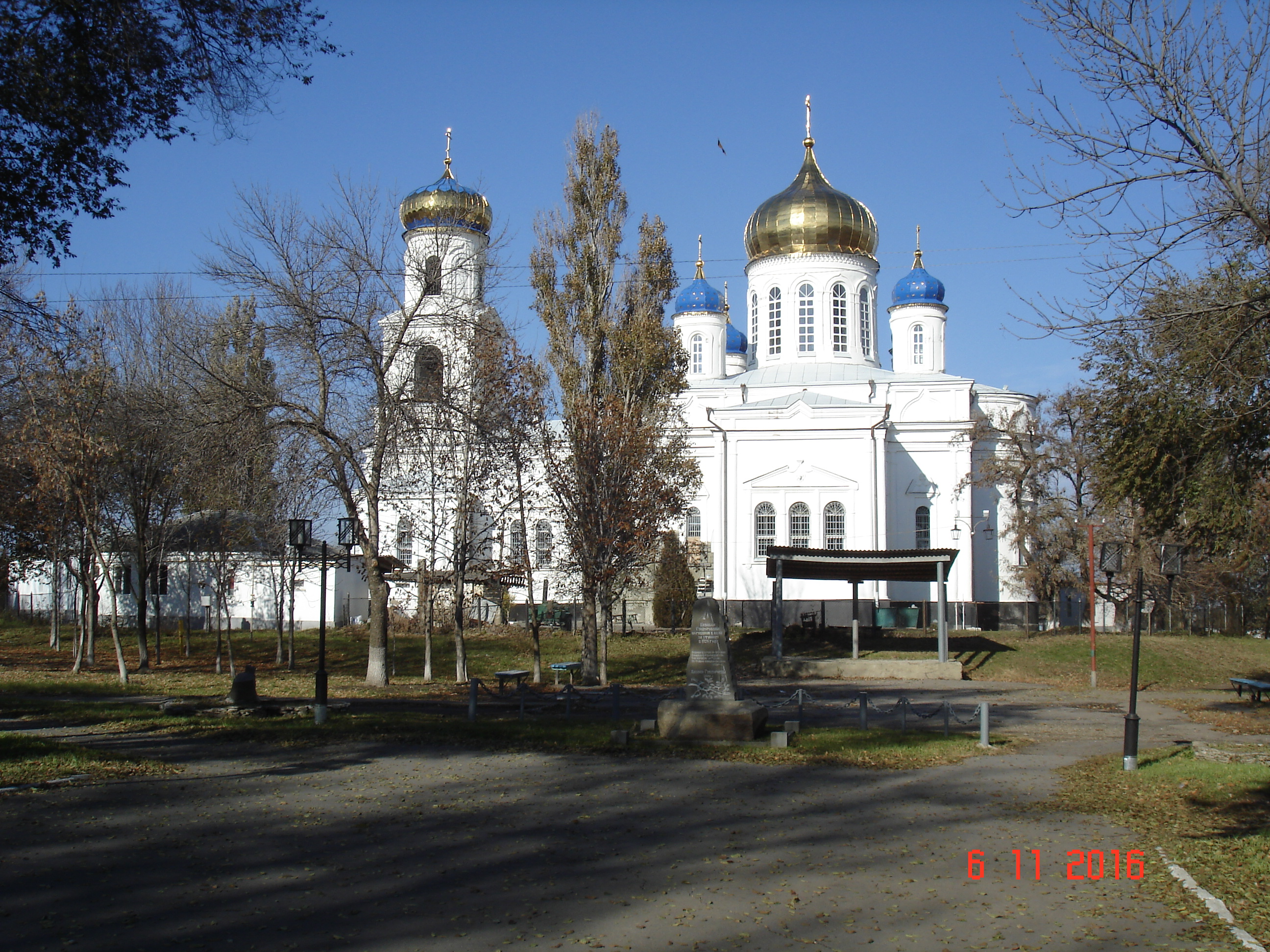
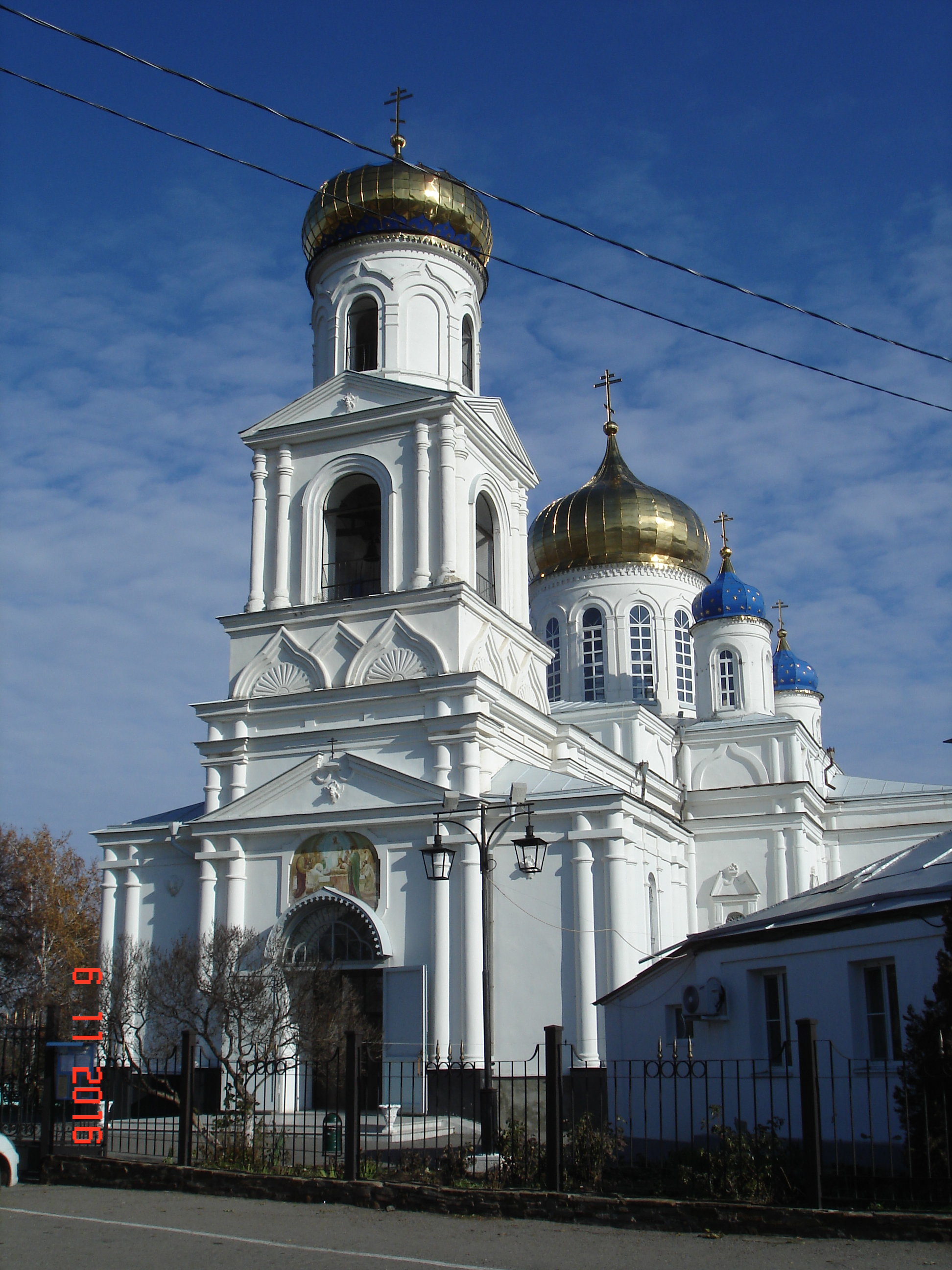

## Персоналії
- Погодін Микола Федорович (1900—1962) — російський радянський драматург.